# 宁波市鄞州中学

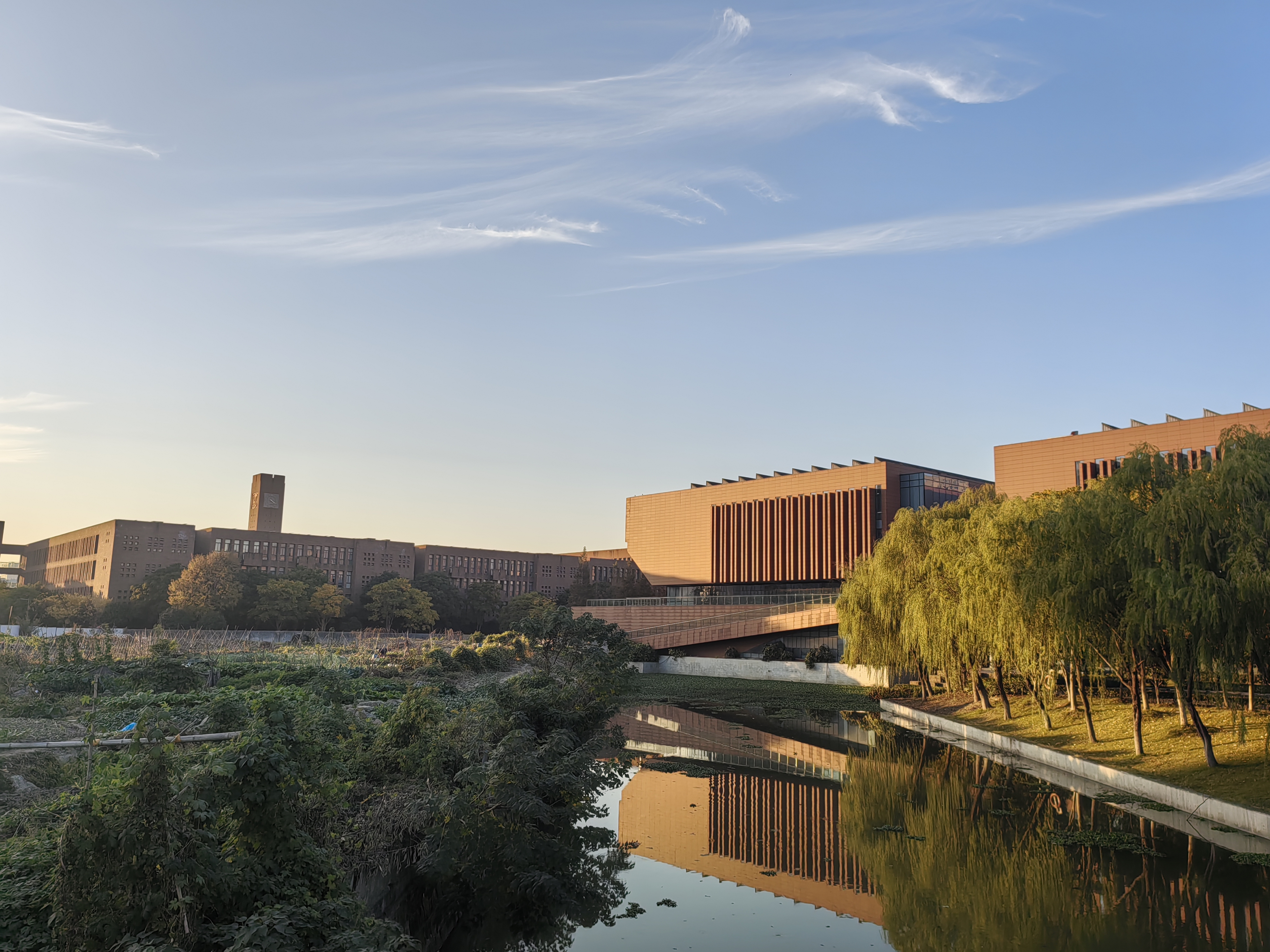
從東南面看到的宁波市鄞州中学

宁波市鄞州中学（NingBo YinZhou High School）是浙江省宁波市鄞州区的一所一级重点中学，创办于1952年。宁波市鄞州中学位于宁波市鄞州区下应街道日丽东路1221号，是浙江省首批重点中学之一。
宁波市鄞州中学（原浙江省鄞县中学）创办于1952年，1981年4月，学校被浙江省人民政府批准为省首批办好的十八所重点中学之一，1995年，学校又成为首批验收通过的省一级重点中学，2002年4月20日，正式改名为鄞州中学。截至2014年2月，学校占地约208.61亩，总建筑面积6.93万平方米，有30个班级，1500余名学生，教职员工198人。
现校区于2014年启用，位于鄞州区下应街道崇实路477号，占地面积6.93万平方米，拥有科学馆、艺术馆、体育馆、游泳馆、图书馆、天文台、地震观测站、400米塑胶跑道。学校是宁波市十分著名的重点高级中学。